# فاطمة البنوي
فاطمة البنوي هي ممثلة سعودية.

## حياتها
ولدت فاطمة عام 1988 في جدة. حاصلة على شهادة بكالوريوس في علم النفس من جامعة عفّت، ولديها شهادة ماجستير في الدراسات الدينيّة متخصّصة في العالم الإسلامي من جامعة هارفرد. دخلت فاطمة عالم التمثيل بعد ادائها دور البطولة في فيلم بركة يقابل بركة.

## الأعمال

### المسلسلات
- بشر (2017)
- أم القلايد (2020)
- الشك (2020)
- ما وراء الطبيعة (2020)
- 60 دقيقة (2021)

### أفلام
- بركة يقابل بركة (2016)
- رولم (2019)
- سكة طويلة (2022)
- الهامور ح.ع (2023)
- العميل صفر (2023)[4]
- أحلام العصر (2024)[5]
- بسمة (2024)[6]

## المؤلفات
| الكتاب       | سنة الإصدار | المصدر      |
| ------------ | ----------- | ----------- |
| القصة الأخرى | 2022        | [ 7 ] [ 8 ] |

## وصلات خارجية
- فاطمة البنوي على موقع IMDb (الإنجليزية)
- فاطمة البنوي على موقع قاعدة بيانات الأفلام العربية
- فاطمة البنوي على موقع قاعدة بيانات الفيلم (الإنجليزية)